# Daji (sockenhuvudort i Kina, Zhejiang Sheng, lat 27,81, long 119,59)
Daji (kinesiska: 大漈乡) är en sockenhuvudort i Kina. Den ligger i provinsen Zhejiang, i den östra delen av landet, omkring 280 kilometer söder om provinshuvudstaden Hangzhou. Antalet invånare är 2 129. Befolkningen består av 995 kvinnor och 1 134 män. Barn under 15 år utgör 16,0 %, vuxna 15-64 år 69 %, och äldre över 65 år 14,0 %.
Runt Daji är det ganska tätbefolkat, med 134 invånare per kvadratkilometer. Närmaste större samhälle är Shawan, 12,6 km väster om Daji. I omgivningarna runt Daji växer i huvudsak blandskog.
Genomsnittlig årsnederbörd är 2 328 millimeter. Den regnigaste månaden är juni, med i genomsnitt 383 mm nederbörd, och den torraste är januari, med 67 mm nederbörd.